# Psychotria castellana
Psychotria castellana är en måreväxtart som beskrevs av Johannes Müller Argoviensis. Psychotria castellana ingår i släktet Psychotria och familjen måreväxter. Inga underarter finns listade i Catalogue of Life.